# Mellétey Magda
Mellétey Magda (Lónya, 1923. január 23. – Budapest, 1984. február 20.) magyar költő, író, meseíró és dalköltő.

## Élete és munkássága
Az ötgyermekes, uradalmi gépész családapa első gyermekeként született, akinek egész életét végig kísérte a Tisza-táj, a mesék, a népdalok szeretete. Postai tisztviselőként dolgozott, majd Budapestre került, amikor házasságot kötött Barna Tibor Loránt gépészmérnökkel.
Már gyermekkorában feltűnt színes képzelőereje, mese-éhsége, aki a meséket valóságként is képes volt megélni, ezért – szülei szerint - nehéz volt eligazodni gyermeki érzésvilágában. Szerencsére ez az érzékenység volt az, amely felnőtt személyiségébe is beépült és elkísérte élete végéig. Önéletrajzi írásában nagy hazugnak nevezte önmagát, amely nevet még szülei, nagyszülei adták neki.
A „nagy hazug” gyermeki világa felnőttként mesék, versek, elbeszélések, dalok írására ösztönözték. 
Bár írásai nem jelentek meg nyomtatásban, de a Magyar Rádióban több írását rendszeresen felolvasták.
Dalai magyarnóták, melyeknek szövegét és zenéjét is ő írta – több ismert énekes is elénekelte nóta-hangversenyeken ill. rádió vagy hanglemezfelvételen. A „Játékos kis felhő” c. dalának bemutatóján az Erkel Színházban rendezett hangversenyen olyan nagy sikere lett, hogy Nyíri Erzsébet énekesnőnek kétszer is el kellett énekelnie a közönség szűnni nem akaró tapsa miatt.
Dalai közül rádió ill. hanglemez-felvételeket készítettek Szalay László, Pere János, Gránát Zsuzsa, Farkas Rozika, Erdős Melinda, Koltai Zoltán, S. Nagy Zsuzsi és Rupa Ilona dalénekesek is.
2015-ben Mellétey Magda (Magdolna) írásaiból és dalaiból - kereskedelmi forgalomban nem kapható – Emlékkönyvet jelentetett meg: A nagy hazug címmel leánya: Barna Beatrix

### Írásai
mesék:
Föld, Árnyék és Nap, Mid a haszontalan csillagfiú, Dub és Bug, Zsugori Tódor és a kutyabecsület, Csíno, a buta kiskacsa
elbeszélések:
Nektek írtam kis elsősök, Az utolsó kívánság
önéletrajzi írások:
A nagy hazug, Szent tűz
versek:
A magvető sírása, Penelopé üzenete

### Dalai
magyarnóták:
Fehérfürtös akácfának, Búzamező, szép tengerem, Álmainknak útján, Kis kertemnek kis lakója, Hulló csillag, Játékos kis felhő, A vén nyárfa, Kár a gőzért, Elbúcsúzni jöttem

## Verseiből és meséiből készült videók
- A magvető sírása - Mellétey Magda verse Bokor Barna színművész hangjával
- Dub és Bug (róka mese) - új feldolgozás a "mesterséges intelligencia" által generált videók felhasználásával

(a mese 2024-es feldolgozása a rohamosan terjedő generatív alkalmazások felhasználásának módjaira a kreatív videózás terén)
- Mid,a haszontalan csillagfiú
- Dub és Bug (róka-mese)

## Mellétey Magda a médiában
Megemlékezés a Heti TV Kívánságszolgálat dr. Klement Zoltánnal műsorában